# Oprelvekin
Oprelvekin es la forma de interleucina 11 humana recombinante. Es un polipéptido de 19,000 daltones, derivado de bacterias, de 177 aminoácidos que difiere de la proteína natural en que carece del residuo de prolina en el amino terminal, no está glucosilada y tiene 4000 daltones menos. 
La proteína recombinante tiene una semivida de 7 horas después de su inyección subcutánea. En personas normales, la administración diaria de oprelvekin origina una respuesta trombopoyética en cinco a nueve días.
El fármaco se encuentra disponible en frascos ámpula para uso único que incluyen 5 mg y se administra por vía subcutánea. El oprelvekin
se aprobó para uso en enfermos que reciben quimioterapia por afecciones malignas no mieloides que mostraron trombocitopenia grave (recuento de plaquetas <20,000/μl) en un ciclo previo de la misma quimioterapia y se administra hasta que el recuento de plaquetas regresa a más de 100,000/μl. 
Las principales complicaciones del tratamiento son retención de líquidos y otros síntomas cardíacos relacionados, como taquicardia, palpitación, edema y acortamiento de la respiración; ello implica una preocupación importante en pacientes de edad avanzada y requiere con frecuencia tratamiento concomitante con diuréticos. La retención de líquidos se revierte al suspender el medicamento, pero es necesario vigilar con cuidado el estado de volumen en personas de edad avanzada, quienes tienen un antecedente de insuficiencia cardíaca o en enfermos con acumulaciones preexistentes de líquidos en pleura, pericardio o cavidad peritoneal. También se han publicado visión borrosa, exantema o eritema en el sitio de inyección y parestesias.